# Minister Steincke
|  | Denne artikel er oprettet af botten Steenthbot ud fra en ekstern database. Den kan derfor have sproglige fejl eller mangler. Denne skabelon kan fjernes efter kontrol af indholdet. |

Minister Steincke er en dansk dokumentarisk optagelse fra 1932.

## Handling
Den socialdemokratiske socialminister K.K. Steincke (1880-1963) holder en politisk tale vedrørende loven om hjælp til afskaffelse af arbejdsløshed. Optagelserne er uredigerede, og tilhørerne ses ikke.